# Гідророзкривні роботи
Гідророзкривні́ робо́ти (рос.гидровскрышные работы, англ. hydraulic opening, hydraulic stripping; нім. hydraulische Abraumbeseitigung f, hydraulische Aufschlußabraum m) — розкривні роботи, що виконуються способом гідромеханізації.